# Kwasi Kwarteng
Kwasi Kwarteng, född Akwasi Addo Alfred Kwarteng den 26 maj 1975 i London, är en brittisk politiker, som under lite över en månads tid september–oktober 2022 var Storbritanniens finansminister. Han är medlem av Konservativa partiet och var parlamentsledamot 2010–2024.

## Biografi
Kwarteng studerade antikens kultur och samhällsliv och disputerade i ekonomisk historia innan han påbörjade en karriär som analytiker inom finansbranschen. Han kandiderade till parlamentet för första gången 2005, men misslyckades att bli vald. I stället valdes han in till parlamentet i valet 2010 när det Konservativa partiet tog makten, och var ledamot fram till 2024. Under folkomröstningen om EU-medlemskap i Storbritannien 2016 stod Kwarteng bakom utträdeslinjen.
Kwarteng inträdde i Storbritanniens regering under premiärminister Theresa May som biträdande minister för Brexit 2018–2019. När Boris Johnson 2019 tog över som premiärminister befordrade han Kwarteng till minister för näringsliv, energi och hållbar tillväxt, och han fick även en plats i kabinettet. Han befordrades återigen 2021, då han blev chef för Departementet för näringsliv, energi och industriell strategi. Som minister arbetade han för minskade klimatutsläpp och förberedde Storbritanniens klimatåtagande under Förenta nationernas klimatkonferens 2021 i Glasgow.
När Liz Truss tog över efter Johnson som premiärminister 6 september 2022 utsåg hon Kwarteng till finansminister, Chancellor of the Exchequer. Den 23 september 2022 presenterade Kwarteng den nya regeringens så kallade minibudget, innehållande bland annat omfattande skattesänkningar och ett stort elprisstöd. Reformerna skulle till stor del finansieras genom ökad upplåning, något som befarades spä på inflationen. Den brittiska regeringen fick kritik från Internationella valutafonden och dessutom föll pundets värde samtidigt som brittiska statsobligationer tappade så mycket i värde att Bank of England tvingades stödköpa obligationer. Efter att ha försvarat budgeten i tio dagar valde regeringen till slut att dra tillbaka de föreslagna skattesänkningarna. Situationen ledde till en allvarlig förtroendekris för den nytillträdda regeringen. Den 14 oktober meddelade Kwarteng sin avgång efter att premiärministern bett honom kliva åt sidan. Han ersattes av Jeremy Hunt.
Kwarteng är den andra svarta ministern som utsetts som ledamot av Kronrådet (och den första från det Konservativa partiet). Han är också den första svarta person som utsetts till brittisk minister och departementschef (engelska: Secretary of State).